# Liste der politischen Parteien in San Marino
Die folgende Liste der politischen Parteien in San Marino enthält die in San Marino aktiven Parteien, die also bei der Wahl von 2019 oder 2016 angetreten sind sowie historisch bedeutende ehemalige Parteien.

## Liste der aktiven Parteien
- Partito Democratico Cristiano Sammarinese (PDCS), Ausrichtung: christdemokratisch, Mitglied bei: CDI, EVP (Beobachter), Stimmenanteil 2019: 33,3 % (2016: 24,5 %)
- Koalition Domani in Movimento (DIM), 24,7 % (gegründet 2019)
  - Movimento Civico R.E.T.E. (RETE), ökologisch, pro Transparenz, anti Korruption, 18,2 % (18,3 %)
  - Domani - Motus Liberi (DML), reformistisch, 6,2 % (gegründet 2018)
- Libera (L), 16,5 % (2016: Parteien einzeln)
  - Sinistra Socialista Democratica (SSD), demokratisch sozialistisch, (2016: 12,1 %)
  - Movimento Civico 10 (CIV10), direktdemokratisch, anti Korruption, (2016: 9,3 %)
  - Riforme e Sviluppo (ReS), sozialdemokratisch, (gegründet 2018)
- Noi per la Repubblica (NplR), 13,1 % (2016: Parteien einzeln)
  - Partito Socialista (PS), sozialdemokratisch, (2016: 7,7 %)
  - Partito dei Socialisti e dei Democratici (PSD), sozialdemokratisch, demokratisch sozialistisch, SI, SPE (Beobachter), (2016: 7,2 %)
  - Movimento Democratico San Marino Insieme (MD-SMI), sozialliberal, (2016: 4,6 %)
  - Noi Sammarinesi (NS), liberal, (2016: 2,1 %)
- Repubblica Futura (RF), zentristisch, EDP, 10,3 % (9,6 %)

## Ehemalige Parteien
- Alleanza Popolare dei Democratici Sammarinesi per la Repubblica, bestand von 1993 bis 2017
- Comitato della Libertà, Wahlbündnis der sozialistischen und der kommunistischen Partei, trat nur zu den Wahlen 1945 und 1949 an
- Partito Comunista Sammarinese, bestand von 1941 bis 1990, die Rifondazione Comunista Sammarinese bestand von 1991 bis 2012

- Partito Fascista Sammarinese, faschistische Partei, bestand von 1922 bis 1943 und war von 1923 bis 1943 an der Macht

- Unione Democratica Sammarinese, das Wahlbündnis konservativer und katholischer Bürger trat nur zur Wahl 1945 an